# Ludwig Schopen

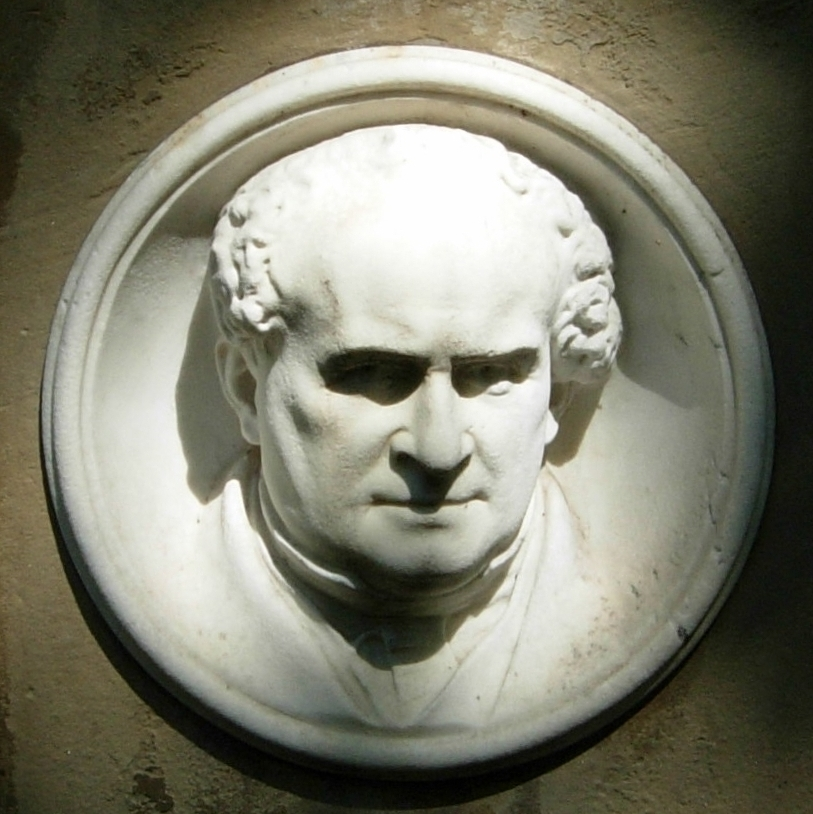
Ludwig Schopen, Grabmedaillon von Robert Cauer d. Ä. auf dem Alten Friedhof Bonn

Ludwig Schopen (* 17. Oktober 1799 in Düsseldorf; † 22. November 1867 in Bonn) war ein deutscher Klassischer Philologe und Byzantinist.

## Leben
Ludwig Schopen, der Sohn eines Bauunternehmers, besuchte das Gymnasium in Düsseldorf, wo ihn die Lehrer Karl Wilhelm Kortüm und Friedrich Kohlrausch zum Studium der Geschichte und Philologie anregten. Nach zwei Semestern an der Universität Heidelberg ging er im Herbst 1818 an die neu gegründete Universität Bonn. Dort schloss er sich eng an Karl Friedrich Heinrich an, den Leiter des philologischen Seminars, der ihm bereits 1820 eine Stelle als Hilfslehrer am Bonner Gymnasium vermittelte.
Am 2. Juni 1821 wurde Schopen als erster Bonner Doktorand zum Dr. phil. promoviert. Kurz darauf schloss er das Staatsexamen ab und wurde als ordentlicher Lehrer am Bonner Gymnasium angestellt. 1825 wurde er zum Oberlehrer befördert, 1830 erhielt er den Professorentitel. Neben seiner Unterrichtstätigkeit widmete sich Schopen philologischen und historischen Studien. Er arbeitete mit dem Philologen August Ferdinand Naeke und mit dem Historiker Barthold Georg Niebuhr zusammen. Sein Forschungsschwerpunkt war die byzantinische Geschichtsschreibung. Schopen lieferte kritische Editionen der Schriften von Johannes Kantakouzenos und Nikephoros Gregoras.
Nach dem Tod von Heinrich und Naeke (1838) wurde Schopen 1840 an der Universität Bonn zum außerordentlichen Professor ernannt, um Friedrich Gottlieb Welcker und Friedrich Ritschl zu unterstützen. 1844 wurde Schopen zum ordentlichen Professor befördert, 1846 holte er seine Habilitation nach. Er hielt Vorlesungen über die griechische und römische Literatur sowie über römische „Altertümer“.
Seine Forschungs- und Vorlesungstätigkeit führte Schopen auch weiter, als er 1847 zum Direktor des Bonner Gymnasiums ernannt wurde. Er starb am 22. November 1867 an einem Nervenleiden.

## Schriften (Auswahl)
- De Terentio et Donato eius interprete dissertatio critica. Bonn 1821 (Dissertation)
- Specimen emendationis in Aelii Donati commentarios Terentianos ad novam totius operis editionem indicendam propositum. Bonn 1826 (Schulprogramm)
- Ioannis Cantacuzeni eximperatoris historiarum libri IV. Graece et Latine. Drei Bände, Bonn 1828–1832
- Nicephori Gregorae Byzantina historia Graece et Latine cum annotationibus Hier. Wolfii, Car. Ducangii, Io. Boivini et Cl. Capperonnerii. Zwei Bände, Bonn 1829–1830
- Kritische Beiträge zu Fronto. Bonn 1830 (Schulprogramm)
- Unedirte Scholien zur Terenz. Bonn 1832 (Schulprogramm)
- Annae Comnenae Alexiadis libri XV. Zwei Bände, Bonn 1839–1878
- D. Iunii Iuvenalis Satirae cum commentariis Caroli Frid. Heinrichii. Bonn 1839
- Emendationes Frontianae. Part. II. Bonn 1841 (Schulprogramm)
- Diorthotica in varios scriptores veteres. Particula prima. Bonn 1846 (Habilitationsschrift)
- Carmina Valerii Catonis cum A. F. Naekii annotationibus. Bonn 1847
- Unedirte Scholien zu Juvenal’s III. Satire. Bonn 1847 (Schulprogramm)
- Diorthotica in Cornelii Taciti Dialogum. Bonn 1858 (Schulprogramm)